# Conrad Zellweger (politico 1631)
Conrad Zellweger (Teufen, 21 aprile 1631 – Trogen, 17 dicembre 1695) è stato un politico svizzero.

## Biografia
Figlio di Johannes Zellweger e di Katharina Koller, nel 1654 sposò Elisabeth Alder e nel 1660 in seconde nozze Elsbeth Sturzenegger, figlia di Hans Sturzenegger. Attorno al 1648 si trasferì con la famiglia da Teufen a Trogen. Oste e vetraio, fu tesoriere cantonale di Appenzello Esterno dal 1668 al 1680, balivo confederato nel Rheintal dal 1680 al 1682 come pure Landamano e inviato alla Dieta federale dal 1683 al 1695.
Balivo apprezzato, fu omaggiato da tutte le comunità con un regalo di commiato: i suoi antichi sudditi gli chiesero consiglio ancora per anni. Appenzello Esterno rinviò l'elezione per sostituire il Landamano Pelagius Schläpfer, morto nel 1680, fino alla conclusione del mandato di balivo di Zellweger. Il periodo in cui ricoprì la carica di Landamano fu caratterizzato da carestie, nuove capitolazioni militari e numerosi contrasti all'interno dei comuni.